# The Puppet Master (álbum)
The Puppet Master es un álbum de King Diamond lanzado el 21 de octubre de 2003. Una edición limitada del disco incluía un DVD en el cual King Diamond lee la historia de The Puppet Master. Es un álbum conceptual cuya historia trata de una pareja que asiste a un espectáculo de Títeres en Budapest y terminan transformados en títeres por el titiritero (The Puppet Master) y su esposa.

## Lista de canciones
Todas las letras de King Diamond.
1. "Midnight" – 1:55 (Diamond)
2. "The Puppet Master" – 4:41 (Diamond)
3. "Magic" – 4:57 (LaRocque)
4. "Emerencia" – 5:19 (Diamond)
5. "Blue Eyes" – 4:24 (Diamond)
6. "The Ritual" – 5:02 (LaRocque)
7. "No More Me" – 3:16 (Diamond - Thompson)
8. "Blood to Walk" – 5:32 (Diamond)
9. "Darkness" – 4:37 (LaRocque)
10. "So Sad" – 4:38 (Diamond)
11. "Christmas" – 5:18 (Diamond)
12. "Living Dead" – 6:04 (Diamond)

- Christmas contiene una parte de  "The Little Drummer Boy" escrita por Davis - Onorati - Simeone.  Arreglos de King Diamond
- Outro en Living Dead por Andy LaRocque

## Créditos
- King Diamond - Voces, Teclados
- Andy LaRocque - Guitarras, Teclados
- Mike Wead - Guitarras
- Hal Patino - Bajo
- Matt Thompson - Batería
- Livia Zita - Voces Adicionales

- Datos: Q1756733